# 打擂台 (1983年電影)
《打擂台》（英語：Flash Future Kung Fu）是1983年上映的一部香港動作電影，由王龍威、高雄、呂良偉等主演，是黃志強導演繼《舞廳》後的另一齣香港新浪潮電影。本片入圍第3屆香港電影金像獎七項提名；在2005年，獲香港電影金像獎協會票選為「最佳華語片一百部」之一。

## 劇情
在未來的世界，人類社會被電腦支配；他們為了尋找生活上的寄託，開始以格鬥術（包括拳擊）為生。而主角所屬的正道館，便發現了一個名為「交叉幫」的組織利用禁藥來控制拳手，便開始作深入調查......

## 備受注目的要點
在戲中經常出現交叉幫的黨旗裏，有德國納粹黨的標誌。

## 獎項
| 年份 | 頒獎典禮            | 獎項             | 獲提名                                 | 結果              |
| ---- | ------------------- | ---------------- | -------------------------------------- | ----------------- |
| 1984 | 第3屆香港電影金像獎 | 最佳影片         |                                        | 提名              |
| 1984 | 第3屆香港電影金像獎 | 最佳導演         | 黃志強                                 | 提名              |
| 1984 | 第3屆香港電影金像獎 | 最佳劇本         | 廖詠樑                                 | 提名              |
| 1984 | 第3屆香港電影金像獎 | 最佳攝影         | 邵元智、陳俊傑、敖志君、林亞杜、黃岳泰 | 提名              |
| 1984 | 第3屆香港電影金像獎 | 最佳剪接         | 胡大為                                 | 提名              |
| 1984 | 第3屆香港電影金像獎 | 最佳美術指導     | 打擂台美術組                           | 提名              |
| 1984 | 第3屆香港電影金像獎 | 最佳音樂         | 沈聖德                                 | 提名              |
| 1984 | 第3屆香港電影金像獎 | 十大華語片       |                                        | 獲獎              |
| 2005 | 香港電影金像獎協會  | 最佳華語片一百部 |                                        | 獲獎 (第九十六名) |

## 外部連結
- 香港影庫上《打擂台》的資料（繁體中文）
- 时光网上《打擂台》的資料（简体中文）
- 豆瓣电影上《打擂台》的資料 （简体中文）
- 爛番茄上《打擂台》的資料（英文）
- AllMovie上《打擂台》的资料（英文）
- 互联网电影数据库（IMDb）上《打擂台》的资料（英文）